# Krauss-Maffei ML 440 C
A Krauss-Maffei ML 440 C háromtengelyes dízel-hidraulikus iparvasúti és tolatómozdony-sorozat, melyet a Krauss-Maffei gyártott 1954 és 1967 között, összesen 50 példányban.

## Története
Az ML 400 C típusú mozdonyok vezetőfülkéje, a hasonló kialakítású WR 360 C 14 (vagy más néven DB V 36) Wehrmacht-mozdonyhoz hasonlóan a mozdonyszerkezet egyik végén kapott helyet. Ezzel szemben az ML 440 C-nél a vezetőfülke a jármű közepe felé tolódott és kissé magasabbra került, ami sokkal jobb kilátást eredményezett. Körülbelül a tizedik legyártott mozdonytól kezdve a géptér eleje is erősen ferde lett, ami jellegzetes megjelenést kölcsönzött a mozdonyoknak.
A tengelyeket a jármű egyik végén található vaktengely hajtja meg a csatlórudakon keresztül. A tengelytáv mindössze 3000 milliméter; a mozdonyok ezért nagyon szűk, akár 50 méter sugarú pályaívekben is közlekedhetnek, ami különösen alkalmassá teszi őket az iparvasutak számára. A mozdonyok kerékátmérője a régi „bajor”, 1006 milliméteres átmérőjű normát követi, amelyet a Bajor Királyi Államvasutak számos gőzmozdonyának hajtókerekeinél is alkalmaztak.
Az ML 440 C típusú mozdonyokat többek között az Augsburger Localbahn (21–26 pályaszámú mozdonyok) és a müncheni Legfelsőbb Építési Hatóság (Obersten Baubehörde München) a regensburgi és aschaffenburgi kikötői vasutaknál (V 40-1–V 40-7) használta. A Bundeswehr is beszerzett egy példányt 1957-ben (gyári száma 18334). Ez a mozdony a westerburgi Westerwald élményállomáson van kiállítva. Az ML 440 C-ből összesen 50 példányt gyártott a Krauss-Maffei 1954 és 1967 között.
Az ML 440 C mozdonyok többsége már nem üzemel, azonban az Augsburger Localbahn még mindig használ néhány mozdonyt. Ezeket az 1980-as években rádiótávvezérléssel szerelték fel. Az Alzchem még szintén használja ezeket a mozdonyokat az unterneukircheni üzemében.
A Krauss-Maffei ML 500 C, illetve ML 550 D típusmegjelöléssel kettő hasonló mozdonyt is gyártott.
R 42 C típusmegjelöléssel az Arnold Jung Lokomotivfabrik, valamint DH 440 jelöléssel a Henschel-Werke is gyártott ugyanazzal a motor- és hajtóműtípussal szerelt mozdonyt mint az ML 440 C.

## Fordítás
- Ez a szócikk részben vagy egészben  a   Krauss-Maffei ML 440 C című német Wikipédia-szócikk ezen változatának fordításán alapul.  Az eredeti cikk szerkesztőit annak laptörténete sorolja fel. Ez a jelzés csupán a megfogalmazás eredetét és a szerzői jogokat jelzi, nem szolgál a cikkben szereplő információk forrásmegjelöléseként.

### Felhasznált irodalom
- Siegfried Baum: Die Augsburger Localbahn. EK-Verlag ISBN 3-88255-444-4